# Emil Fentzloff

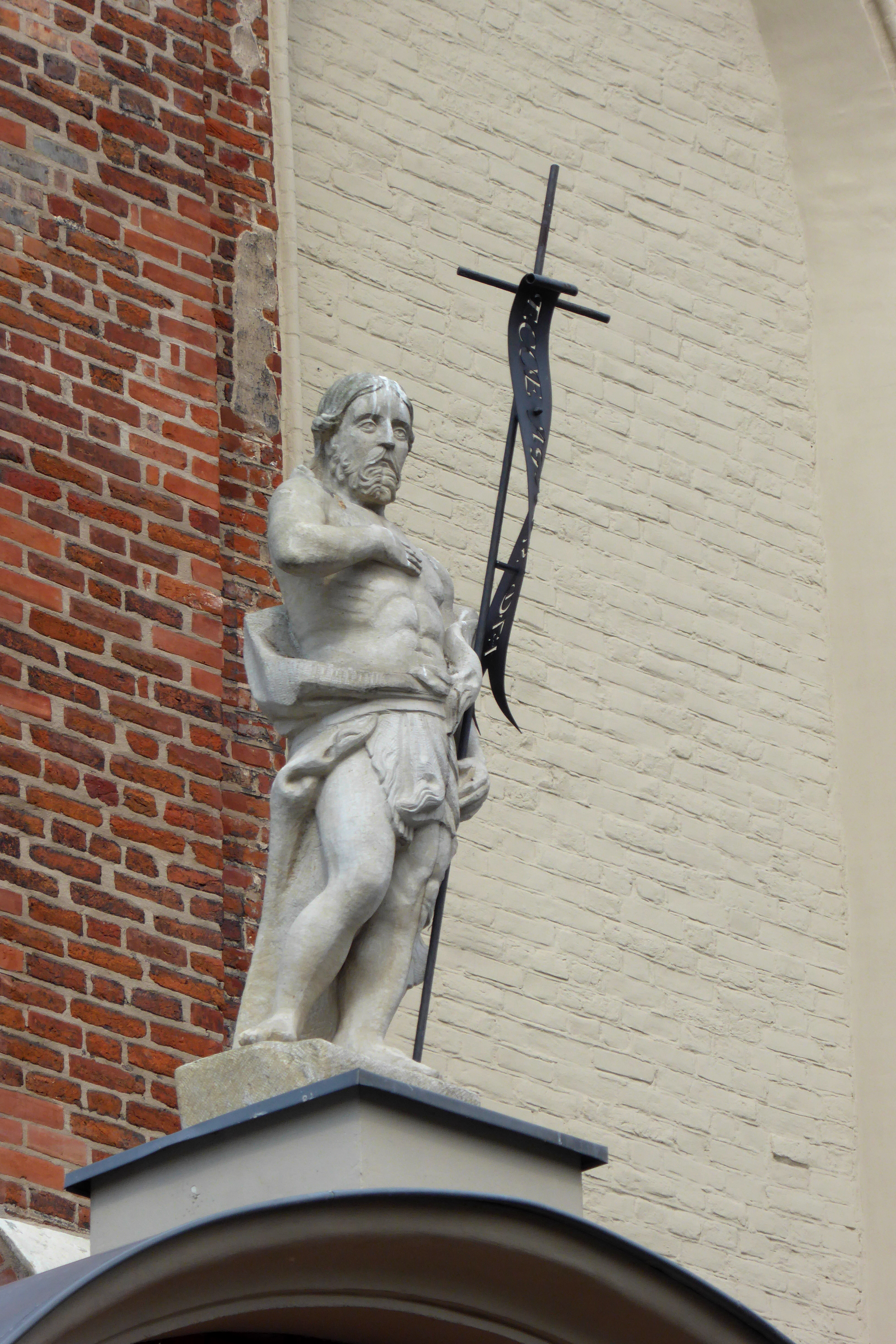
Johannes der Täufer, 1914

Emil Friedrich Wilhelm Fentzloff (* 5. oder 6. Mai 1848 in Berlin; † 16. November 1925 in Danzig-Heubude) war ein deutscher Bildhauer in Danzig.

## Leben

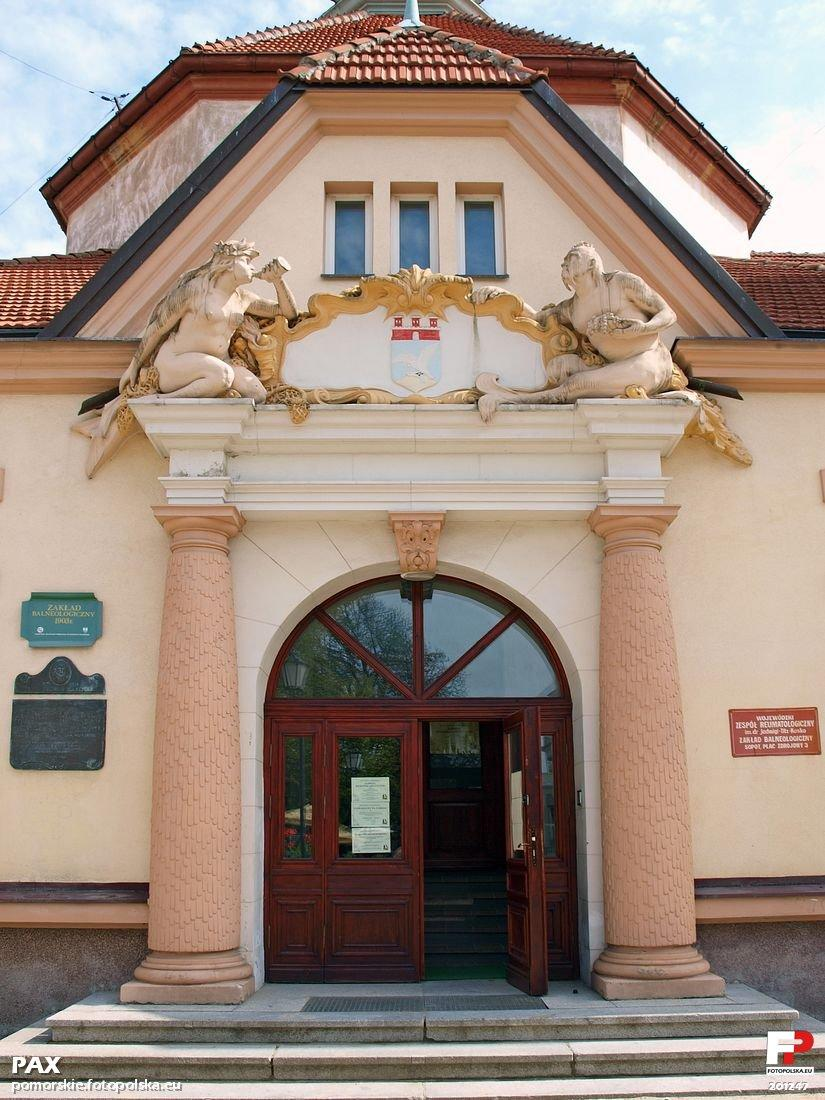
Portal der Balneologischen Klinik in Sopot, Bildhauerarbeitem

Der Vater Karl Friedrich Gottlieb  Wilhelm Fentzloff war Postsekretär in Berlin, die Mutter war Albertine Friederike Henriette Moritz. Emil Fentzloff machte wahrscheinlich eine Ausbildung in Berlin. 1870/71 war er Soldat im Deutsch-Französischen Krieg.
Spätestens ab 1884 lebte Fentzloff in Danzig. Seit 1900 hatte er eine Stuck- und Kunststeinfabrik auf der Speicherinsel.
Emil Fentzloff war vor allem als Stuckateur und Bildhauer an Wohnhäusern und anderen Gebäuden tätig. 1904 und 1910 war er auf den Weltausstellungen in St. Louis und Brüssel mit einem Reliefmodell vertreten. 1906 war Curt Ziesmer ein Lehrling bei ihm.
Emil Fentzloff war Mitglied des Vereins Danziger Künstler,  der Gesellschaft der Freunde der Kunst und des Turn- und Fecht-Vereins zu Danzig, dort als II. Turnwart.

## Ehe und Nachkommen
Emil Fentzloff war seit 1894 mit Frieda Olga Louis (1874–1945), Tochter des Malermeisters Karl Edwin Schüssler, verheiratet. Sie hatten die Kinder:
- Helmuth E. Fentzloff (1896–1980), Wasserbauingenieur und Oberbaurat
- Erwin Emil Heinrich Fentzloff (1898–1917), wahrscheinlich im Ersten Weltkrieg gefallen
- Dietrich Otto Paul Fentzloff (1901–1955), Chemiker in Deutschland
- Thea Edwina Ida Fentzloff (1911–1998).

## Werke
Emil Fentzloff schuf einige bildhauerische Werke, vor allem an Gebäuden.
- 1903 Zoppot (Sopot), Warmbad der Rheumatologischen Klinik (jetzt Zespół Balneologiczny), bildhauerische Gestaltung des Eingangsportals mit zwei Figuren und wahrscheinlich auch an der Außenfassade und im Inneren
- 1904 St. Louis, Weltausstellung, Reliefmodell Eisaufbruch in der Weichsel[2]
- 1910 Brüssel, Weltausstellung, Reliefmodell Eisaufbruch in der Weichsel[3]
- (1911?) Danzig, Peinkammer, beteiligt an Ausstellung des Vereins Danziger Künstler
- 1914 Danzig, St. Johanneskirche, Statue Johannes des Täufers, Erneuerung der Statue von Johann Heinrich Meißner von 1737[4]